# Wyclef Jean Presents: The Carnival Featuring the Refugee All-Stars
Wyclef Jean Presents: The Carnival Featuring the Refugee All-Stars (anche noto solo come The Carnival) è il primo album in studio del rapper haitiano Wyclef Jean, pubblicato nel 1997.

## Tracce
1. Intro
2. Apocalypse
3. Guantanamera (featuring Celia Cruz, Jeni Fujita & Lauryn Hill)
4. Pablo Diablo (Interlude) (featuring Crazy Sam & Da Verbal Assassin)
5. Bubblegoose
6. Prelude to "To All the Girls"
7. To All the Girls
8. Down Lo Ho (Interlude)
9. Anything Can Happen
10. Gone till November
11. Words of Wisdom (Interlude)
12. Year of the Dragon (featuring Lauryn Hill)
13. Sang Fézi (featuring Lauryn Hill)
14. Fresh Interlude
15. Mona Lisa (featuring The Neville Brothers)
16. Street Jeopardy (featuring John Forté & R.O.C.)
17. Killer M.C. (Interlude)
18. We Trying to Stay Alive (featuring John Forté & Pras)
19. Gunpowder (featuring the I-Threes)
20. Closing Arguments (Interlude)
21. Enter the Carnival (Interlude)
22. Jaspora
23. Yele
24. Carnival (featuring Jacob Desvarieux, Jocelyne Béroard & Michel "Sweet Micky" Martelly)